# José Delgado Saldaña
Jose Guadalupe Delgado Saldaña (Atotonilco el Alto, 10 de diciembre de 1978) es un luchador profesional mexicano conocido por su nombre de ring Mr. Águila en las promociones mexicanas Consejo Mundial de Lucha Libre (CMLL) y Lucha Libre AAA Worldwide (AAA). Fuera de México, Delgado ha trabajado como Essa Ríos en la World Wrestling Federation (WWF, hoy WWE) y Águila en la Total Nonstop Action Wrestling (TNA).

## Carrera
Delgado debutó en la WWF el 3 de noviembre de 1997 en Raw is War como parte de su División Peso Ligero a los 18 años, luchando bajo el nombre de Águila y Papi Chulo. En este periodo tuvo un combate contra TAKA Michinoku en WrestleMania XIV por el Campeonato Peso Semipesado de WWF. Pese a la derrota, tiene el honor de ser el primer luchador mexicano en luchar en el evento anual más importante de la empresa.
Además tuvo otro importante combate con TAKA Michinoku en el PPV de la ECW, Cyberslam 1999, antes de capturar el Campeonato Peso Semipesado de WWF, tras derrotar a Gillberg en su debut como Essa Ríos el 13 de febrero de 2000 en Sunday Night HEAT. Delgado se convertiría también en el primer mexicano en ganar un título en WWE.
Durante el tiempo como Essa Ríos, estuvo acompañado por lita. Ríos y Lita iniciaron un feudo con Eddie Guerrero y Chyna, lo llevó a una lucha por el Campeonato Europeo entre Ríos y Guerrero en Backlash 2000, el cual Ríos perdió.
Después del fin de la relación entre Lita y Ríos, este solamente realizó apariciones esporádicas en Heat, lo que llevó a su despido en 2001.
Delgado debutó en 2004 en la Total Nonstop Action Wrestling, junto con Abismo Negro, Juventud Guerrera, Héctor Garza y Heavy Metal. Sin embargo, Delgado volvió corto tiempo después a México.
Desde 2005, Delgado permanece en el Consejo Mundial de Lucha Libre, bajo el nombre de Mr. Águila.
En noviembre de 2008. Mr. Águila salió del CMLL después de hablar con el director de las empresas para agradecer la oportunidad que le dieron de trabajar. Para convertirse en luchador independiente como parte del grupo de los perros del mal.

## Campeonatos y logros
- Comisión de Box y Lucha Libre México D.F.
  - Campeonato Nacional de Peso Completo (1 vez)

- Consejo Mundial de Lucha Libre
  - Campeonato Mundial en Parejas del CMLL (1 vez) - con Héctor Garza
  - Campeonato Mundial en Tríos del CMLL (1 vez) - con Héctor Garza y Perro Aguayo Jr.
  - Campeonato Nacional de Tríos (1 vez) - con Damian 666 y Halloween

- International Wrestling Association
  - IWA Junior Heavyweight Championship (1 vez)

- International Wrestling Revolution Group
  - Copa Higher Power (1997) - con Dr. Cerebro, Fantasy, Neblina & Tony Rivera

- Pro Wrestling Illustrated
  - Situado en el N°446 dentro de los mejores 500 luchadores de la historia en el 2003.

- Total Nonstop Action Wrestling
  - TNA America's X-Cup - con Juventud Guerrera, Abismo Negro, Héctor Garza, Heavy Metal como Team México

- World Wrestling Federation
  - WWF Light Heavyweight Championship (1 vez)

- Universal Wrestling Association
  - UWA World Light Heavyweight Championship (1 vez)

- Wrestling Observer Newsletter
  - Debutante del año - 1997